# Ивлева, Виктория Марковна
Викто́рия Ма́рковна И́влева-Йорк (род. 1 июня 1956, Ленинград) — российская журналистка и фотограф. Лауреатка премии «Свободная пресса Восточной Европы».

## Биография
Родилась в 1956 году в Ленинграде. Училась в Ленинградском институте культуры, но не окончила его. Окончила фотографическое училище. В 1983 году окончила факультет журналистики Московского государственного университета.
Во время распада СССР работала в горячих точках. Отправлялась в африканские страны, помогая различным международным гуманитарным миссиям. Была единственным российским журналистом в Руанде во время геноцида.
Работала в «Новой газете». Статьи Ивлевой выходили в журнале «Огонёк», «Московских новостях», немецком Der Spiegel, французском Le Figaro, британском The Guardian, американском The New York Times и других изданиях.
Поддержала Украину в войне на Донбассе, была волонтёром, вместе с харьковскими активистами вывозила людей с занятых Россией территорий, доставляла медикаменты и продукты.
20 декабря 2024 года Министерством юстиции России внесена в список физических лиц — «иностранных агентов».

## Фотовыставки
- «Апофеоз войны» — персональная выставка, демонстрировалась в Москве, Санкт-Петербурге, Казани, Нижнем Новгороде, Краснодаре, Нальчике и в других российских городах, а также в Тбилиси и Киеве[2].
- «Рождение Украины»[4]

## Награды
- Премия World Press Photo, номинация «Наука и технология», 1-е место (1992)[7],
- Премия Союза журналистов России (2007),
- Премия имени Герда Буцериуса «Свободная пресса Восточной Европы» (2008),
- Номинантка премии имени Андрея Сахарова «За журналистику как поступок» (2014, 2015).
- Премия «Редколлегия» (март 2023).

## Интервью
- Шлосберг Live. Виктория Ивлева // ГражданинЪ TV. 9 мая 2021.